# Stina Broomé
Stina Maria Broomé, född Kolthoff född 17 augusti 1891 i Nors församling, Värmland, död 7 mars 1991 i Engelbrekts församling, Stockholm, var en svensk bildkonstnär, illustratör och barnboksförfattare. Hon var känd för sina vykort och bokmärken, av vilka de flesta skapades under 1930- och 40-talet.

## Biografi
Stina Broomé var under mellankrigstiden en av Sveriges mer aktiva illustratörer av julkort. Under åren 1923–64 producerade hon bilder till jul-, nyårs- och påskkort för Förlaget Nordisk Konst. Totalt tecknade hon över 1000 vykortsillustrationer, och senare nytryck har bland annat givits ut på förlaget Backemarks (Bacco).
Broomé kom 1927 med barnbilderboken Småbarnens bok. Hon gjorde även berättelser för jultidningar; i 1929 års Tummeliten ("jultidning för smått folk") kunde man läsa Broomés "Göran rider till Karamelliens land", en historia på vers med egna akvarellteckningar. Berättelsen återkom fyra år senare – under titeln "Karamelliens land eller görans färd på gunghästen" – i bokantologin Ärpa Snärpa Guldvärpa (Barnbiblioteket Saga #155).
Stina Broomés vykortsteckningar har även använts inom dryckesindustrin, och en påskkortsteckning pryder en känd tillverkares påskmust-etikett.
Stina Broomé avled 1991, året då hon skulle fylla 100 år.